# Factor de transcripción AP-1

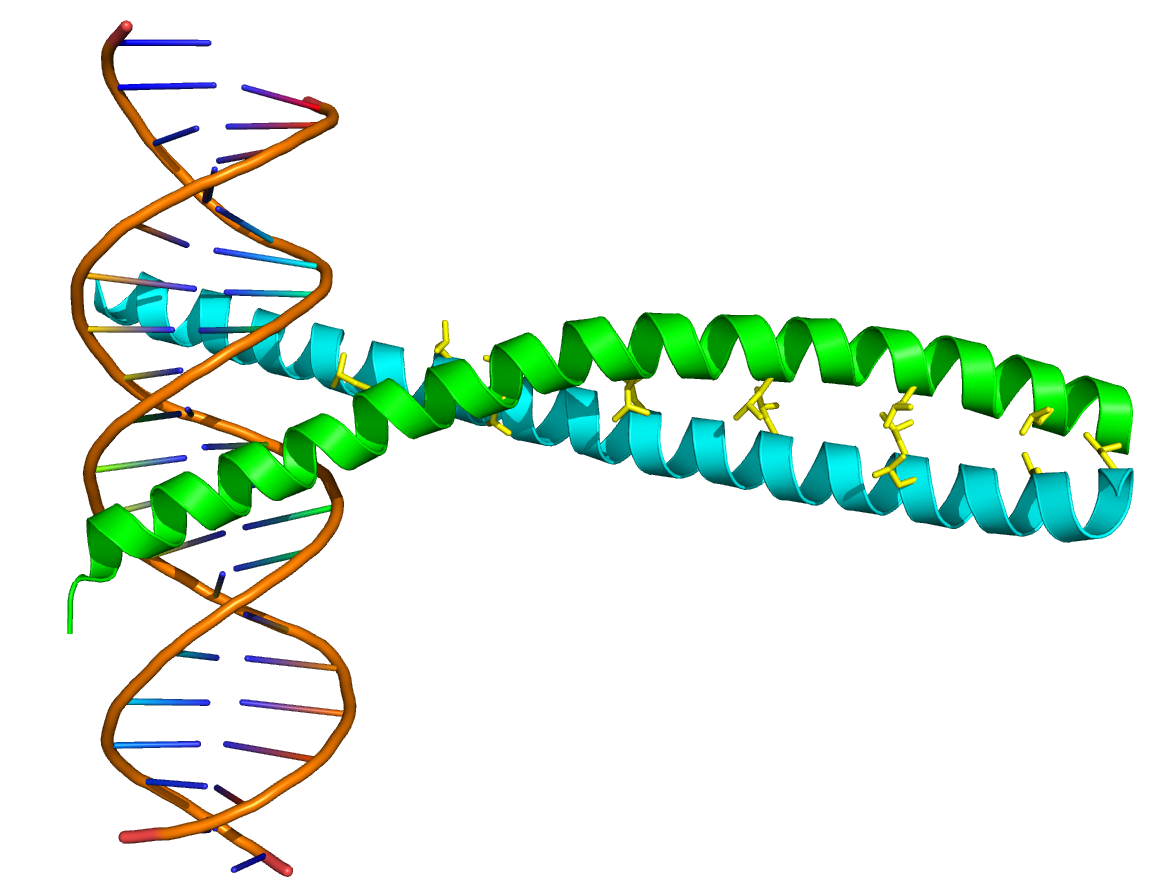
Complejo AP-1/ADN. Estructura cristalográfica de un heterodímero compuesto por c-Fos (azul) y c-Jun (verde) unido al ADN (marrón).

En el campo de la biología molecular, la proteína activadora 1 (AP-1) es un factor de transcripción heterodimérico compuesto por proteínas pertenecientes a las familias de c-Fos, c-Jun, ATF y JDP. Está implicada en la regulación de la expresión  de genes relacionados con la respuesta a diversos estímulos, como citoquinas, factores de crecimiento, estrés e infecciones virales o bacterianas. AP-1 controla, de este modo, diversos procesos celulares incluyendo diferenciación, proliferación y apoptosis.
AP-1 presenta la capacidad de activar la transcripción de los genes que contienen elementos de respuesta a 12-O-tetradecanoilforbol-13-acetato (TPA), caracterizados por la secuencia 5'-TGAG/CTCA-3'. AP-1 se une al ADN por medio de una región de su secuencia rica en aminoácidos básicos, mientras que la estructura dimérica está formada por una cremallera de leucina.

## Reguloma
| Activa a     | AMPc, IL-2, CREB, WEE1, OPN, RD, MMP, calpaína-2, quinasas dependientes de ciclinas G1, BMP-4, receptor H1, ciclina D1, GC-A, TGF-b, NOTCH4, Blimp-1, FasL,[cita requerida] TNF-a,[cita requerida] c-jun, Bcl-xl, ECs, miR-21, Cox-2, PtdIns(3,5)P2, factor tisular, HMG-I/Y, PTH (rP), elementos de respuesta a TPA, proteína Gap-43, hMT IIA, TGF-B1, IL-8, IL-4, IL-5, GM-CSF, hGSTP1, Egr-1, fibronectina, |
| Inhibe a     | PAI-1, Colágeno, HNF-1, Osteocalcina, |
| Activada por | PDTC, IE1, JNK, RIP2, TPA, PDCD4, KSHV, MAPK, Serralisina, PRL, K15, ácido lipoico, éster de forbol, Citoquina, |
| Inhibida por | MIF, BATF |